# 注好選
『注好選』（ちゅうこうせん）は、平安時代の説話集。

## 概要
編者、成立年代ともに未詳ながら、『今昔物語集』の典拠の一つと考えられることから、遅くとも12世紀はじめには成立したとみられる。上・中・下の三巻。上巻は中国故事、中巻は仏とその弟子の事績、下巻は動物にまつわる説話を収める。
説話の大半は先行文献からの抄録とみられ、文学としての説話集というより、資料集・類書としての性格が想定される。序文に「譲小童（小童ニ譲ル）」と記される通り、公家や僧侶の子弟に対する教育書として編集・使用されたと考えられる。
成立後の流布状況は未詳ながら、『今昔物語集』や『私聚百因縁集』などの仏教説話集の典拠となった。
文体は和習を含む漢文体。東寺観智院本、金剛寺本には訓点が付され、当時の訓読の方法が知られる。

## 諸本
完本は存しない。観智院本は仁平2年（1152年）の奥書を有するが、奥書は本文と別筆であり、本文書写はこれ以前にさかのぼる。上・中・下巻を揃えるが、下巻は後半を欠く。また、中巻のみ「注好選抄」と題されており、本来の中巻から一部を抄出したものであることが知られる。
宮内庁書陵部本は、観智院本の中巻途中までの転写本。
金剛寺本は「注好撰」と題され、元久2年（1205年）の奥書を有する。中巻ならびに下巻の数話のみを収めるが、観智院本とは異なり中巻は完備する。
また、金剛寺本の異本注記に引用される本文が観智院本のものと異なることから、さらに別系統の本文が存在したと考えられる。
観智院本は東寺貴重資料刊行会、金剛寺本は「和泉書院影印叢書」によって影印が公開されている。岩波書店「新日本古典文学大系」の『三宝絵・注好選』収載。